# Palacio de los Campos Elíseos
El Palacio de los Campos Elíseos (antiguo Palacete Elias Chaves) es un edificio ubicado en la Avenida Rio Branco, en el barrio de Campos Elíseos, en la zona central de São Paulo, Brasil. Fue diseñado por el arquitecto alemán Matheus Häusler, iniciado en 1890 y terminado en 1899 para ser la residencia del cafetalero y político Elías Antonio Pacheco y Chaves.
El inmueble, dividido en cuatro plantas y 4000 m², se inspiró en el Palacio de Écouen, en Francia. Su construcción utilizó innovaciones tecnológicas traídas de Europa y la mayoría de los materiales que la componen fueron importados: espejos de Venecia, pomos de porcelana de Sévres, terracota de Italia, cerraduras y bisagras de Estados Unidos. Recibió el nombre de Palacio de los Campos Elíseos en 1915, cuando se convirtió en sede del Gobierno y residencia oficial del gobernador del Estado de São Paulo. Fue entonces cuando las rejas que rodeaban el edificio dieron paso a altos muros, que ocultan el edificio de los peatones.
En 1967, debido a un incendio, tanto la sede del gobierno como la residencia del gobernador fueron trasladadas al Palácio dos Bandeirantes, en Morumbi. Desde entonces, el palacio ha sido objeto de restauraciones. La restauración exterior comenzó en marzo de 2008 y se completó en 2010. El palacio fue catalogado en 1977 por el Condephaat, Arqueológico, Artístico y Turístico (Condephaat).

## Historia
A fines del siglo XIX, el productor de café Elias Antônio Pacheco e Chaves encargó la construcción de un Palacete para que fuera su residencia en la región de Campos Elíseos, barrio que en ese momento se convirtió en la frontera de la élite paulista. El nombre Champs-Élysées hace referencia a la Avenida de los Campos Elíseos. De 1890 a 1899, la construcción del Palacete fue diseñada por el maestro de obras y arquitecto Matheus Häusler, quien también trabajó en la construcción del Viaduto do Chá.
El Palacio de los Campos Elíseos es uno de los edificios más hermosos y lujosos de la ciudad de São Paulo, originario de la rica fortuna cafetalera de fines del siglo XIX.

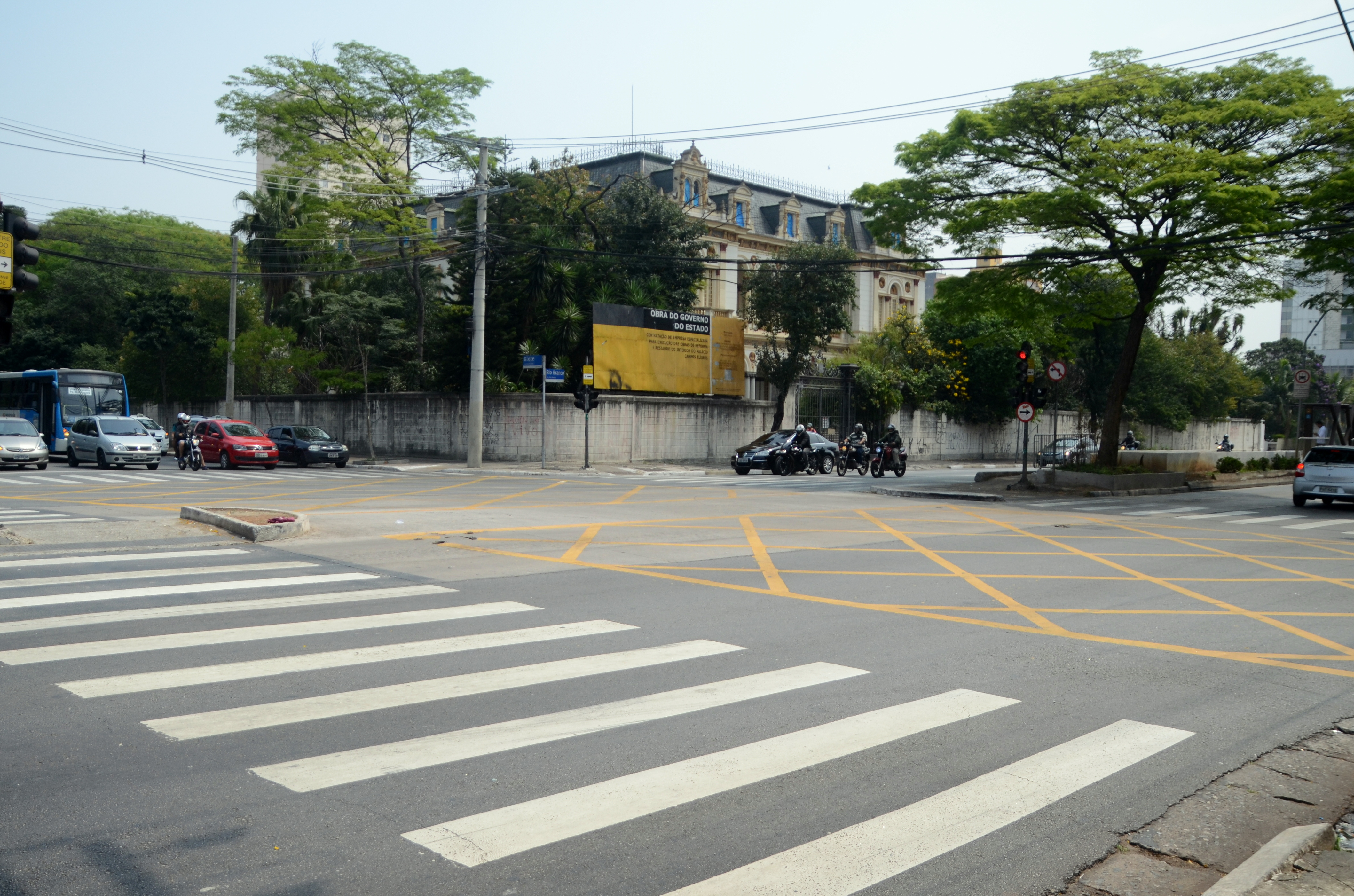
Cruce Alameda Glete y Avenida Rio Branco

Elias Pacheco Chaves fue uno de los hombres que más lució en la ciudad de São Paulo. En 1903, el cafetalero falleció y abandonó el entonces Palacete que llevaba su nombre con su viuda e hijos, quienes vivieron allí hasta 1911, año en que fue vendido al Estado. Tan pronto como fue adquirida por el Estado, la residencia de Elias Chaves pasó a llamarse Palácio dos Campos Elíseos. A partir de 1912, el Palacio pasó a ser residencia de las más altas personalidades políticas. El primero en vivir allí fue el presidente-consejero Rodrigues Alves. Hasta 1924, durante el gobierno de Carlos de Campos, en Palacio residían todos los gobernadores de los estados. En la Revolución de 1924, los revolucionarios ocuparon la residencia del gobierno durante unos veinte días, el palacio sufrió numerosos bombardeos, que se repitieron en 1932 en la revuelta contra el Estado Novo. En 1930, la victoria del movimiento derrocó a Júlio Prestes y Heitor Penteado, líderes del gobierno de la época.
Por el Palácio dos Campos Elíseos pasaron nombres como Washington Luis, Jânio Quadros y Ademar de Barros. La residencia de los líderes políticos fue escenario principal de varios movimientos y momentos que marcaron la historia de la comunidad paulista.

### Decadencia

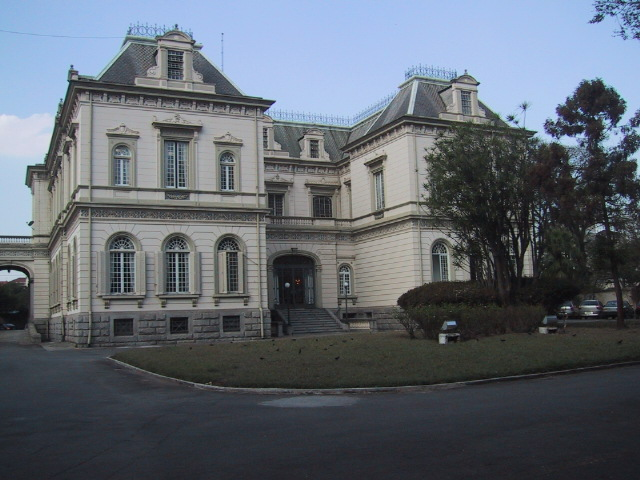
El edificio en 2003.

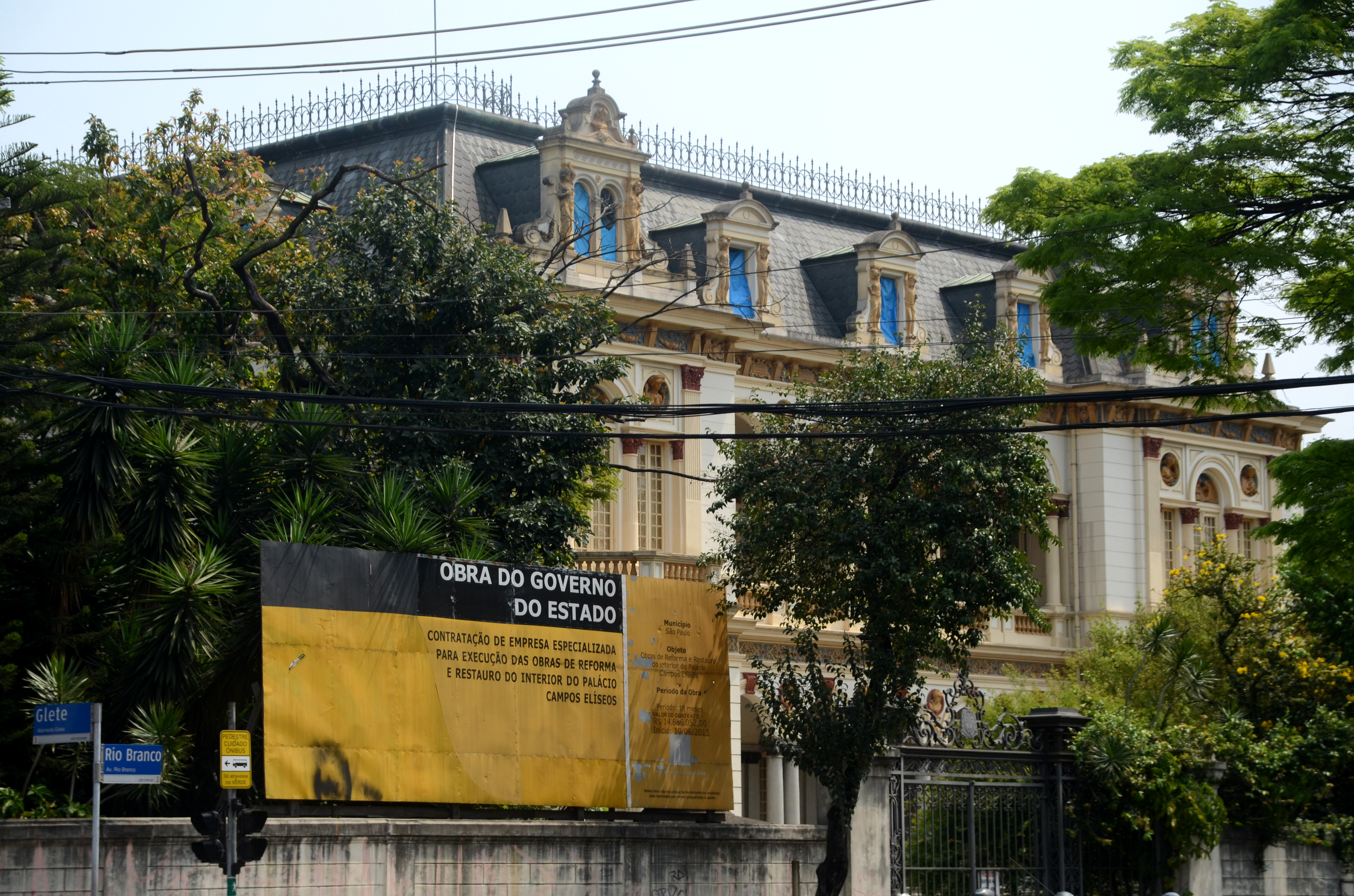
Palacio durante la renovación

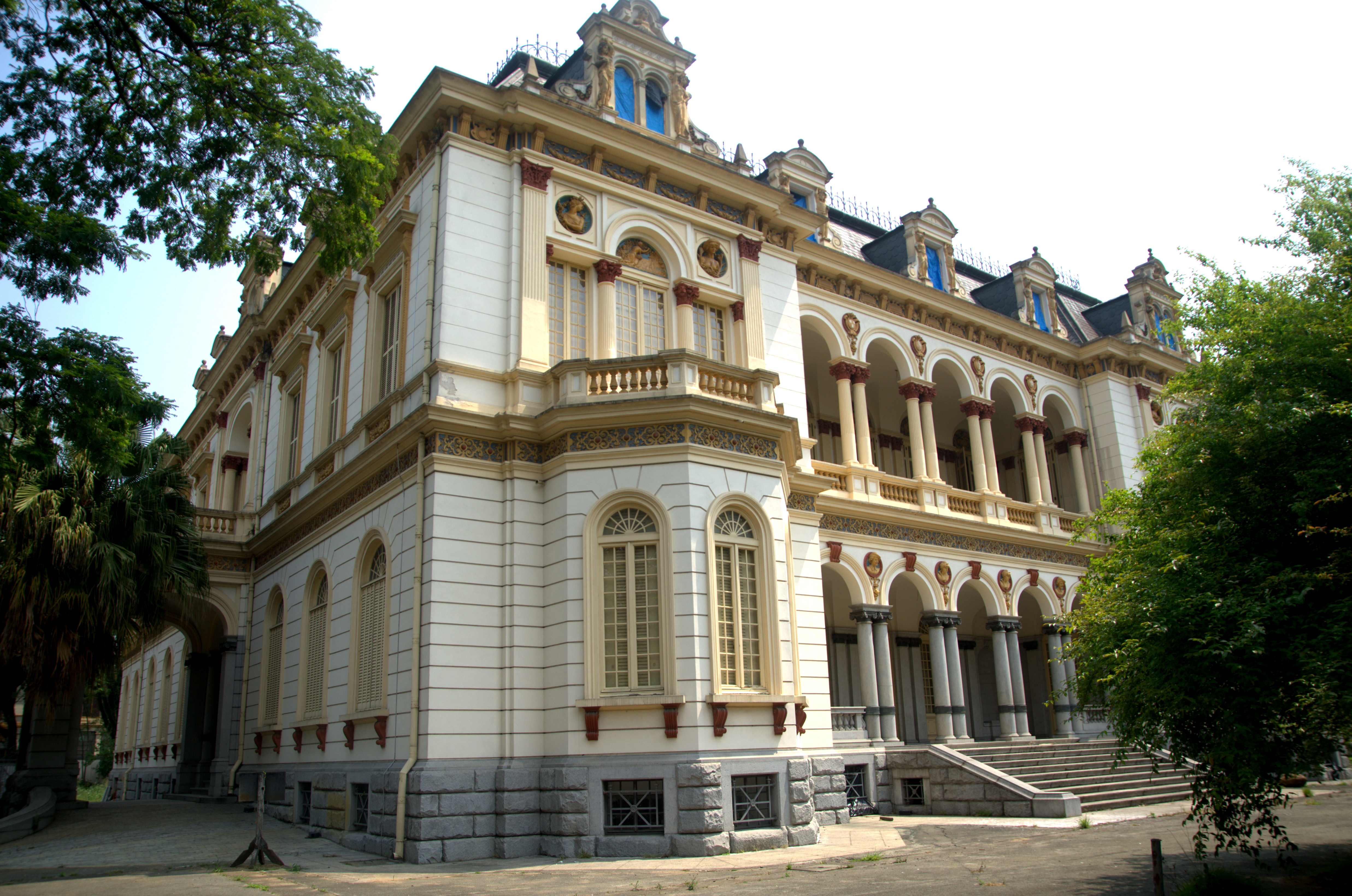
Detalles de la fachada del edificio actual

En la década de 1960, el cambio de residencia de los políticos para el Palácio dos Bandeirantes, en Morumbi, resultó en el abandono del Palácio dos Campos Elíseos, que pasó a albergar algunas secretarías de estado. En el mismo período, el Gobierno especuló con demoler el edificio, pero organismos como el Condephaat y el Instituto Histórico y Geográfico Guarujá-Bertioga, solicitaron la conservación del Palacio. Sin embargo, un incendio accidental en el techo del edificio en 1967 destruyó gran parte de lo que fue el símbolo de la política paulista.
Tras el incendio se llevaron a cabo algunas reformas para reconstruir el Palacio que, a partir de entonces, dejó de ser útil. Sirvió durante un tiempo para albergar secretarios del Estado de São Paulo. En la década de 1970, la construcción fue catalogada por Condephaat.

### Incendio
El 17 de octubre de 1967, un incendio azotó el Palacio, que aún albergaba al entonces gobernador Abreu Sodré y su familia. El incendio comenzó en el techo hacia las 7 y 40 de la noche, duró 15 minutos y destruyó gran parte del edificio. El palacio estaba al final de una renovación de nueve meses. Todos los que estaban en el edificio fueron sacados ilesos, el gobernador estaba despachando en el Palácio dos Bandeirantes. La entonces primera dama, María Sodré, fue la encargada de salvar algunas obras de arte que decoraban el Palacio. Después del incidente, hubo algunas renovaciones para reconstruir parte del edificio destruido.

### Proceso de restauración
En 2004, el Gobierno del Estado de São Paulo anunció un proyecto que restauraría el Palacio para convertirlo en un Centro Cultural que contuviera parte de la historia de la ciudad. Sin embargo, el proyecto se pospuso por falta de fondos.
En 2008, el gobernador José Serra anunció que retomaría el proyecto de restauración del Palacio de los Campos Elíseos, con la idea de hacer una ampliación del Palacio de los Bandeirantes, pero una vez más no se completó nada. La fachada fue reconstruida en este período con un valor de costo estimado de alrededor de 3,65 millones de reales.
En 2013, el gobierno estatal comenzó el trabajo de restauración con finalización programada para 2015 y con la apertura del museo programada para 2016, pero el trabajo se completó solo en 2017. Así, el Palacio pasó por obras de restauración, recalificación y restauración y las inversiones alcanzaron los 20 millones. Además, de acuerdo con los requisitos legales, el espacio recibió adecuaciones relacionadas con la accesibilidad y la seguridad.
Hoy su arquitectura renacentista se esconde detrás de puertas y muros de 2 m de altura en la región de Cracolândia, junto a la terminal de autobuses Princesa Isabel. Se cree que con la finalización del Proyecto de Restauración del Palacio de Campos Elíseos, además de convertirse en un museo cultural donde contará su propia historia, también servirá para contribuir a la revitalización de la región.

### SEBRAE-SP
A partir de julio de 2017, el gobierno del estado permitió el uso gratuito del inmueble, por 5 años, por parte del Servicio de Apoyo a la Micro y Pequeña Empresa de São Paulo (SEBRAE-SP), para la instalación del Centro Nacional de Referencia de Emprendimiento, Tecnología y Economía Creativa.
En la segunda fase del Proyecto, habrá la instalación de Espaço Memória para exposiciones temporales con temas estratégicos sobre el Centro, la historia del emprendimiento, la economía de São Paulo, la región central de São Paulo y el propio Palacio de Campos Elíseos.

## Características

### Arquitectura

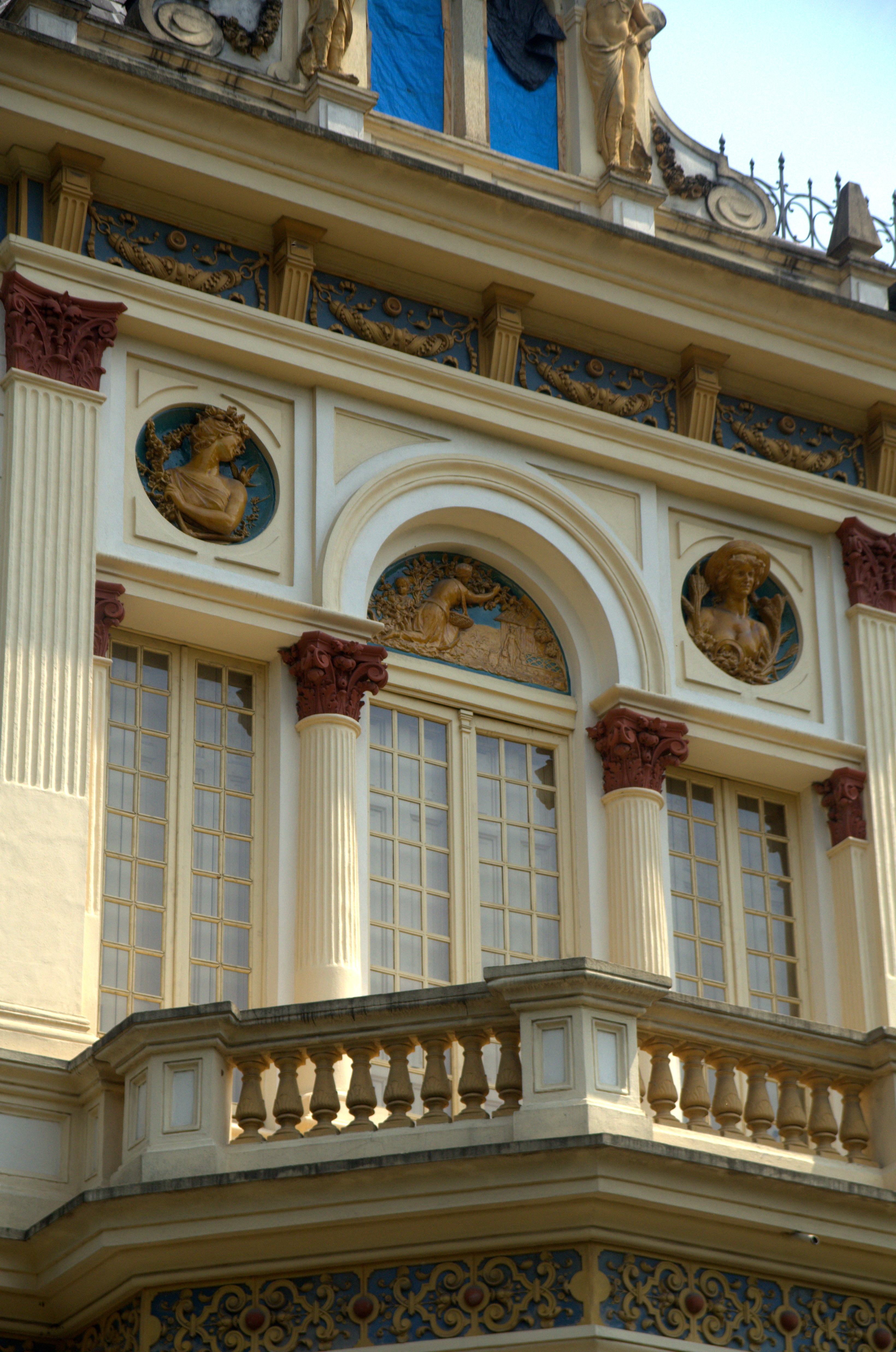
Detalles de la arquitectura externa

Diseñado por el arquitecto alemán Matheus Häusler, el edificio de 4000 m² se inspiró en la arquitectura del Palacio de Écouen en Francia y fue decorado por el italiano Cláudio Rossi. Dividido en cuatro plantas, el edificio constaba de sótano, planta baja, primer piso y finalmente una buhardilla. El Palacio fue construido bajo una nueva arquitectura de muros, hechos de ladrillos. La madera también fue un material muy utilizado en las cubiertas y escaleras del interior del Palacio. La mayoría de los materiales para la obra fueron importados de regiones de Europa como Italia y Francia y también de Estados Unidos. Cristales de Venecia, porcelana de Sèvres y herrajes de bronce de Estados Unidos son algunos de los materiales importados. También se utilizaron carpinterías y trabajos en metal brasileños.
El edificio contaba con muchos espejos venecianos, imponentes candelabros de Baccarat y pomos de porcelana, materiales que también eran importados de varios países de Europa y Estados Unidos.

### Importancia histórico-cultural
El Palácio dos Campos Elíseos fue protagonista de momentos importantes de la historia de São Paulo y de Brasil, como las Revoluciones de 1924 y 1932, pasó por el período político inconstante de la Era Vargas y el Estado Novo, además de albergar desde 1912 hasta la década de 1960, las cifras políticas más importantes en la ciudad de São Paulo. En 1970 se iniciaron los pedidos y el proceso de volcado del edificio, que acababa de ser parcialmente destruido por un incendio. En enero de 1970, una carta de la Secretaría de Cultura, Deportes y Turismo solicitó al Condephaat la catalogación del Palacio de los Campos Elíseos.
En su momento se debió establecer un acuerdo con la Secretaría Ejecutiva, ya que había una comisión que estudiaba el destino del Palacio que estaba en proceso de restauración. Condephaat intermedió cartas con Secretarios Ejecutivos en las que el organismo afirmaba que no era necesario esperar hasta el final de los estudios, ya que se concretaba que el Palacio quedaría para albergar algunas secretarías. En 1973, en negociación con Condephaat, el Consejo Deliberante decidió esperar los resultados de los estudios realizados por el Grupo Ejecutivo de Cultura (GEOCEC). El 6 de diciembre de 1976 se concluyó que el Palacio sería catalogado legalmente como monumento histórico y arquitectónico. El Consejo Deliberante decidió, en el acta, en los términos del consenso del Colegiado, la inscripción del Palacio de los Campos Elíseos como listado, que se completó a principios de 1977.